# لارنس هاروی
لارنس هاروی (انگلیسی: Laurence Harvey؛ زاده ۱ اکتبر ۱۹۲۸ – درگذشته ۲۵ نوامبر ۱۹۷۳) یک هنرپیشه متولد لیتوانی بود.
از فیلم‌هایی که وی در آن نقش داشته‌است، می‌توان به اتاقی در بالا، باترفیلد ۸، عزیز، مسیحی جادویی و نبرد برای رم اشاره کرد.